# Gerações de direitos humanos

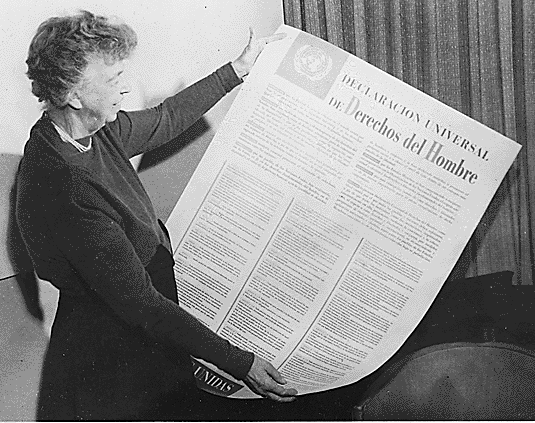
Eleanor Roosevelt segurando a Declaração Universal dos Direitos Humanos.

A divisão dos direitos humanos em gerações foi proposta inicialmente em 1979 pelo jurista checo Karel Vasak, inspirado nos ideais da Revolução Francesa (Liberdade, igualdade, fraternidade), no Instituto Internacional de Direitos Humanos, em Estrasburgo.
Essa divisão está refletida em algumas das rubricas da Carta dos Direitos Fundamentais da União Europeia. A Declaração Universal dos Direitos Humanos inclui direitos que são considerados tanto de segunda geração quanto de primeira geração, mas não faz distinções entre si (os direitos previstos não estão em ordem específica).
Tal divisão seguiria a seguinte estrutura:
- 1ª Geração: Liberdade - Foco no indivíduo visando diminuir a influência do Estado na vida particular. Esta geração é representada pelo Estado Liberal.
- 2ª Geração: Igualdade - Após notar que o Estado obrigatoriamente precisava intervir na vida da sociedade para regulá-la da melhor forma possível, foi proposta a intervenção deste, aplicando e respeitando os Direitos Humanos, Fundamentais e Sociais. Esta geração é representada pelo Estado Social e Democrático.
- 3ª Geração: Fraternidade (Solidariedade) - Após a Segunda Guerra Mundial, houve uma forte comoção mundial a respeito da necessidade da proteção da humanidade como um todo. Foram propostos nesta geração direitos muito mais amplos, como o Direito ao Meio Ambiente, à Paz e ao Desenvolvimento.

## Direitos fundamentais

### Direitos humanos de primeira geração: Direitos Civis e Políticos
Os direitos humanos de primeira geração dizem respeito essencialmente à liberdade e à participação na vida política. São fundamentalmente de natureza civil e política e servem negativamente para proteger o indivíduo dos excessos do Estado. Os direitos de primeira geração incluem, entre outras coisas, o direito à vida, igualdade perante a lei, liberdade de expressão, liberdade de religião, liberdade de circulação, direitos de propriedade, o direito a um julgamento justo e direito de voto. Alguns desses direitos datam da Magna Carta de 1215 e dos Direitos dos Ingleses, expressos na Declaração de Direitos de 1689. Um conjunto mais completo de direitos humanos de primeira geração foi criado na França pela Declaração dos Direitos do Homem e do Cidadão em 1789, e pela Declaração dos Direitos dos Estados Unidos em 1791.
Estes foram consagrados a nível global e receberam status de direito internacional pelos artigos 3.º a 21.º da Declaração Universal de 1948 dos Direitos Humanos e mais tarde no Pacto Internacional dos Direitos Civis e Políticos de 1966. Na Europa, foram consagrados na Convenção Europeia dos Direitos Humanos em 1953. Em Portugal, estes direitos estão consagrados nos artigos 24.º a 52.º Constituição da República Portuguesa.

### Direitos humanos de segunda geração: Direitos económicos, sociais e culturais
Os direitos humanos de segunda geração estão relacionados com a igualdade e começaram a ser reconhecidos pelos governos após a Segunda Guerra Mundial. São fundamentalmente económicos, sociais e culturais por natureza e servem como direitos positivos, ou seja, o dever do governo respeitá-los, promovê-los e cumpri-los, mas isso depende da disponibilidade de recursos; o dever é imposto ao Estado porque ele controla os seus próprios recursos. Garantem aos diferentes membros da população condições e tratamento iguais. Os direitos de segunda geração incluem, entre outras coisas, o direito de ser empregado em condições justas e favoráveis, direitos à alimentação, moradia, educação e assistência médica, bem como seguridade social e proteção no desemprego. Como os direitos de primeira geração, estes também foram cobertos pela Declaração Universal dos Direitos Humanos, e posteriormente incorporados nos Artigos 22.º a 28.º da Declaração Universal e no Pacto Internacional dos Direitos Econômicos, Sociais e Culturais.
Nos Estados Unidos da América, o presidente Franklin D. Roosevelt propôs uma Segunda Declaração de Direitos, cobrindo praticamente os mesmos motivos, durante o seu discurso do Estado da União a 11 de janeiro de 1944. Hoje, muitas nações, estados ou grupos de nações têm desenvolveu declarações juridicamente vinculativas que garantem conjuntos abrangentes de direitos humanos, por exemplo, a Carta Social Europeia. Em Portugal, estes direitos estão consagrados nos artigos 53.º a 79.º Constituição da República Portuguesa.

### Direitos humanos de terceira geração: Direitos de solidariedade
Direitos humanos de terceira geração, surgida no século XX, estão relacionados com a solidariedade e são aqueles que vão além do mero civil e social, conforme expresso em muitos documentos progressistas do direito internacional, incluindo a Declaração de Estocolmo de 1972 da Conferência das Nações Unidas sobre o Meio Ambiente Humano, a Declaração do Rio de 1992 sobre Meio Ambiente e Desenvolvimento, e outras peças da "soft law" geralmente aspiracional.
São unificados pela sua incidência na vida de todos, numa escala universal, por isso requerem uma série de esforços e cooperação a nível planetário para a sua realização. Normalmente inclui direitos heterogéneos como o direito à paz, à qualidade de vida ou garantias contra a manipulação genética, embora diferentes juristas associem esses direitos a outras gerações: por exemplo, enquanto a proteção contra a manipulação genética seria um direito de quarta geração, pois, para Cristian Camilo García, é uma manifestação, face às novas ameaças, de direitos de primeira geração como o direito à vida, à liberdade e à integridade física e cultural.

### Direitos humanos de quarta geração
Vários analistas afirmam que está surgindo uma quarta geração de direitos humanos, que incluiria direitos que não podem ser incluídos na terceira geração, reivindicações futuras de direitos de primeira e segunda geração e novos direitos, especialmente em relação ao desenvolvimento tecnológico e de informação e comunicação tecnologias e ciberespaço.
No entanto, o conteúdo não é claro, e esses analistas não apresentam uma proposta única. Normalmente retiram alguns direitos da terceira geração e os incluem na quarta, como o direito a um ambiente saudável ou aspectos relacionados à bioética. Alguns desses analistas acreditam que a quarta geração é dada pelos direitos humanos em relação às novas tecnologias, enquanto outros preferem falar em direitos digitais, onde uma nova gama de direitos seria encontrada, como:
- O direito de existir digitalmente
- O direito à reputação digital
- O direito à identidade digital[12]

Outros apontam que o elemento diferenciador seria que, enquanto as três primeiras gerações se referem ao ser humano como membro da sociedade, os direitos da quarta se referem a o ser humano como espécie.